# 利基諾-杜廖沃
利基諾-杜廖沃（俄语：Ликино́-Дулёво）是俄羅斯莫斯科州東部的一個城市。位於莫斯科西北98公里。2002年人口31,440人。
1930年由利基諾和杜廖沃合併而成。1937年建市。